# Johann Langer
Johann Adolf Oswald Langer (??? – 25. března 1921 Vratislav) byl rakouský podnikatel a politik německé národnosti z Moravy; poslanec Moravského zemského sněmu a starosta Šternberka.

## Biografie
Od roku 1912 do roku 1919 byl starostou Šternberka. Do funkce starosty nastoupil roku 1912 poté, co na funkci rezignoval Josef Fiedler. Uvádí se jako továrník. Působil jako spolumajitel firmy Norbert Langer & Söhne. Tento textilní podnik na lněné, bavlněné a hedvábné zboží byl založen 18. října 1821 Norbertem Langerem a jeho syny, Franzem a Carlem. 23. června 1853 jí byla dekretem okresního hejtmanství ve Šternberku udělena pravomoc pro výrobu lněného a bavlněného zboží. Zakladatel firmy Norbert Langer zemřel v říjnu 1848. 8. března 1854 pak byla transformována na veřejnou obchodní společnost. V roce 1867 došlo z důvodu úmrtí k výmazu Carla a Augusta Langerových ze společníků firmy. Místo nich byl zapsán dřívější tichý společník Norbert Langer, továrník v Oskavě, a dále Carl a Adolf Langerovi ze Šternberku, Otto Langer z Libiny a Franz Langer mladší. Roku 1878 byl vymazán Franz Langer a míssto něj za společníky zapsáni Karl a Wilhelm Langerovi. K další změně v obchodním rejstříku došlo roku 1886, kdy byli coby společníci vymyzáni Norbert Langer (zemřel) a Otto a Franz Langerovi (vystoupili z firmy). Od 5. ledna 1886 vedla podnik kolektivní prokura tvořená Heinrichem Kunzem a Adolfem Meissnerem. Kunz se roku 1893 stal veřejným společníkem firmy, roku 1901 z podniku vystoupil. Mezitím v roce 1893 do firmy přistoupili obchodník ve Vídni Otto Langer, továrník ve Šternberku Johann Langer a továrník v Německé Libině Adolf Langer mladší. Podnik se postupně rozrůstal. Koncem 19. století došlo k založení pobočných závodů, nejprve ve Vídni (Salvatorgasse 6, založeno roku 1863), v Nízkém Dřevíči (založeno roku 1895) a v Ústí nad Orlicí (vzniklo roku 1904).
Počátkem 20. století se zapojil i do vysoké politiky. V zemských volbách v roce 1913 byl zvolen na Moravský zemský sněm, za kurii městskou, německý obvod Šternberk. V roce 1906 se uvádí jako německý svobodomyslný kandidát (Německá pokroková strana).
Po vzniku Československa byl počátkem roku 1919 předsedou výkonného výboru pro volby do německého Národního shromáždění pro politický okres Šternberk. Šlo o struktury krátce existující provincie Sudetenland, která se v rámci práva na sebeurčení hodlala připojit k Německému Rakousku.
Zemřel po krátké nemoci v březnu 1921 ve Vratislavi.